# الطريق الوطنية رقم 15 (المغرب)
الطريق الوطنية رقم 15 هي طريق وطنية تربط بين العروي وميدلت، ويبلغ طولها الإجمالي 349 كلم.